# Рейер, Андреас
Андреас Рейер (1601-1673 гг) – основоположник современной европейской системы образования и немецкого «Просвещения» .

## Жизнедеятельность
Будучи ректором гимназии города Гота, Андреас Рейер разработал и внедрил в сферу образования так называемый школьный устав, известный узкому кругу специалистов под сокращённым именованием «Schulmethodus» («Школьная метода»)  . И именно суть заложенного в этот устав является основой всей современной европейской системы образования  .
Кроме того, Андреас Рейер является автором ещё одного значимого для мировой культуры труда – латинско-немецкого словаря, получившего широкую известность и признание после публикации 1686 года, когда была опубликована отредактированная версия обозначенной работы, редактором которой выступил Кристоф Мартин Келлер (Christoph Martin Keller; Christophorus Cellarius; Christophori Cellarii: около 1634-1707 гг) - основоположник закрепившейся в исторической дисциплине системы периодизации . Значимость же этого отредактированного труда, в первую очередь заключается в том, что именно в момент его публикации был завершён период формирования национального немецкого языка и начался период его развития . Ведь именно в этом труде была окончательно сформирована основа обозначенного языка, без которой не существовало бы современной национальной немецкой культуры . Кроме того, именно суть заложенного в обозначенный труд Андреаса Рейера позволила Христиану Томазиусу (Christian Thomasius: 1655-1728 гг) читать лекции по юриспруденции на национальном немецком языке – факт чего традиционно связывают с началом эпохи немецкого «Просвещения»  .